# 东桥镇 (惠安县)
东桥镇是中国福建省泉州市惠安县下辖的一个镇。

## 行政区划
东桥镇辖18个行政村，分别是：
东桥村、南湖村、珩山村、西坑村、大吴村、珩海村、燎原村、厝斗村、坑尾村、西湖村、香山村、竿岭村、梅庄村、屿头山村、埔殊村、散湖村、后建村、东湖村。